# Pingback
Pingback este o metodă de realizare de legături (Linkback) pentru Web, prin care autorii unor articole sunt informați daca cineva a realizat o legătură către unul din articolele proprii. Câteva programe de blogging cum ar fi WordPress sau Community Server suportă funcția de pingback automat, prin care toate legăturile dintr-un articol pot fi notificate în momentul publicării acestuia. 